# Serratomaria vulgaris
Serratomaria vulgaris is een keversoort uit de familie harige schimmelkevers (Cryptophagidae). De wetenschappelijke naam van de soort werd in 1984 gepubliceerd door Sasaji.